# Castillo de San Vicente de la Barquera
El Castillo de San Vicente, conocido también como Castillo del Rey, se encuentra en la Puebla Vieja de San Vicente de la Barquera (Cantabria, España). Es un Bien de Interés Cultural de Cantabria, con categoría de Monumento. Un Acuerdo de 28 de octubre de 2002 (BOC de 7 de noviembre, con corrección de errores del día 13) hizo pública la declaración de Bien de Interés Cultural por ministerio de la Ley, con la categoría de Monumento, del Castillo de San Vicente de la Barquera, y ello en virtud de lo establecido en la Disposición Adicional Segunda de la Ley 16/1985, de 25 de junio, del Patrimonio Histórico Español, por la que se consideran de Interés Cultural los bienes a que se contrae el Decreto de 22 de abril de 1949 sobre protección de los castillos españoles.

## Descripción

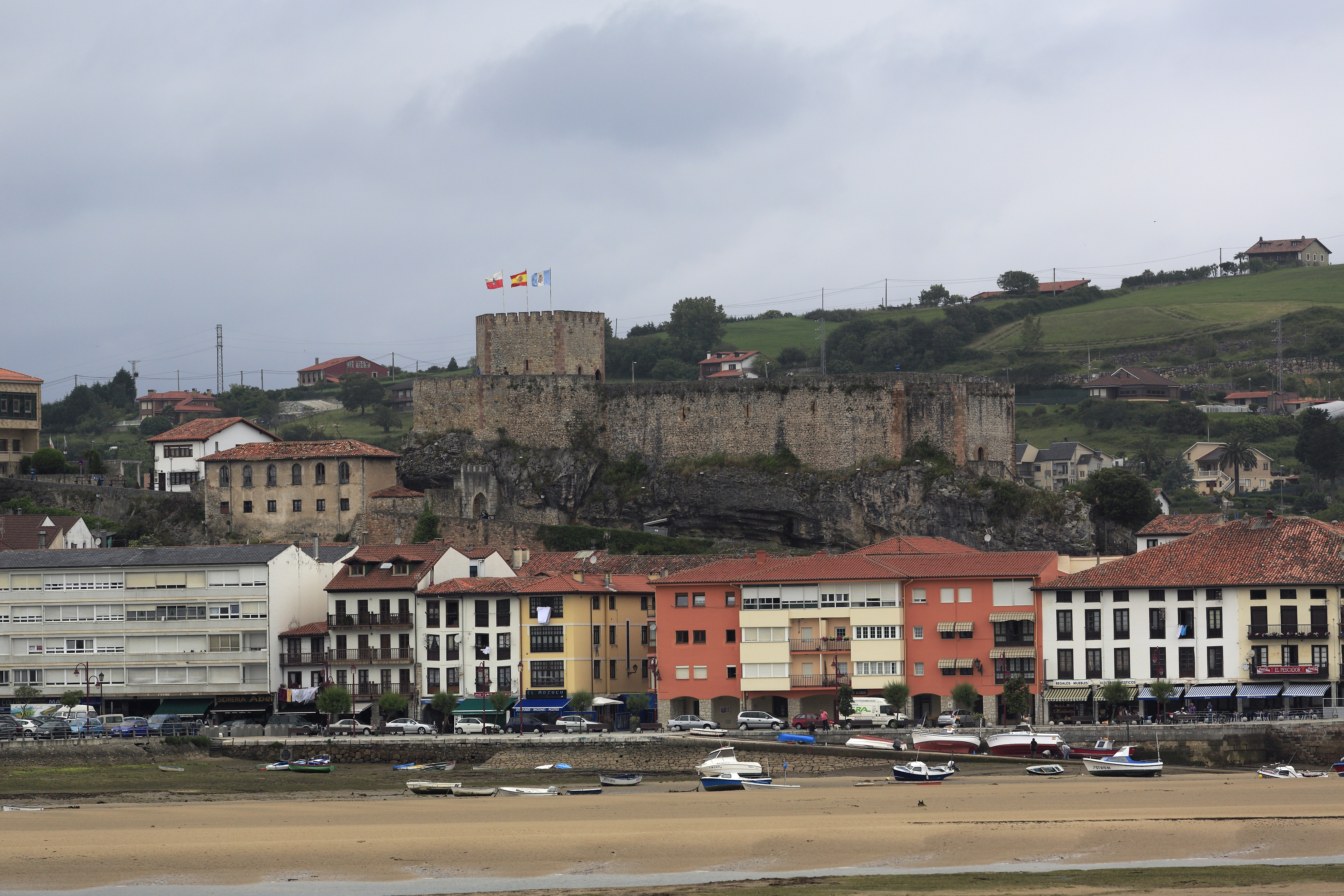
Vista lateral del castillo

El Castillo del Rey cierra la muralla de la villa. Se considera que el primer castillo en este lugar debió edificarse durante la repoblación de Alfonso I de Asturias en la Alta Edad Media. No obstante, sus muros actuales son posteriores, del siglo XIII en adelante. Formó parte del sistema defensivo de la villa de San Vicente, junto con las murallas. Fue restaurado en los años 1990. Actualmente se usa como museo y para exposiciones.
Se alza sobre una elevación rocosa, adaptándose su planta a las irregularidades del terreno. La forma general del castillo es alargada, de más de cincuenta metros de largo por unos veinte de ancho. La fábrica es de mampostería, con sillería en las esquinas y los vanos. Tiene dos torres: una de planta cuadrada al este y otra con forma de pentágono al oeste. Las une un cuerpo central, que en el pasado estuvo abovedado.

## Galería

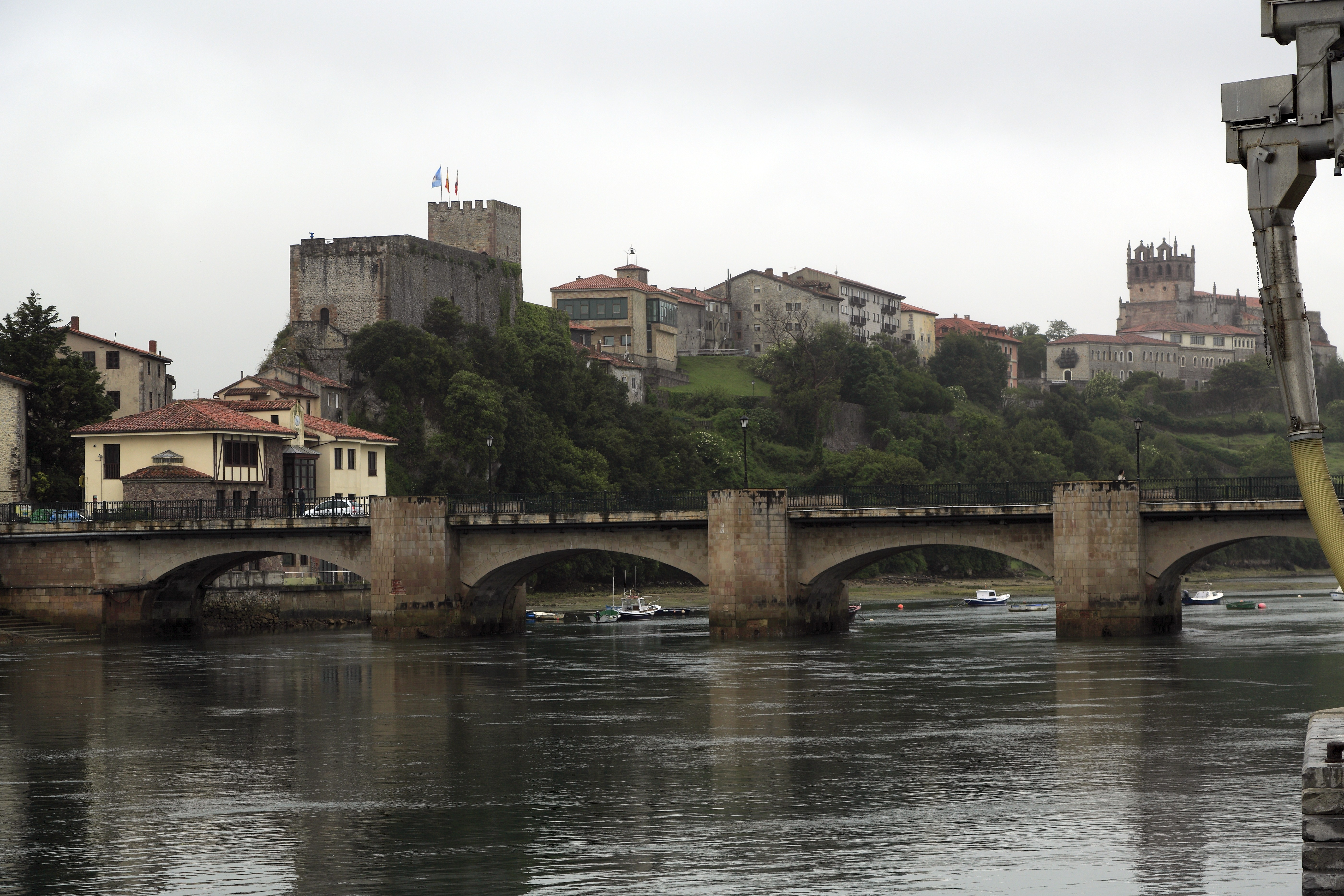
Vista frontal del castillo
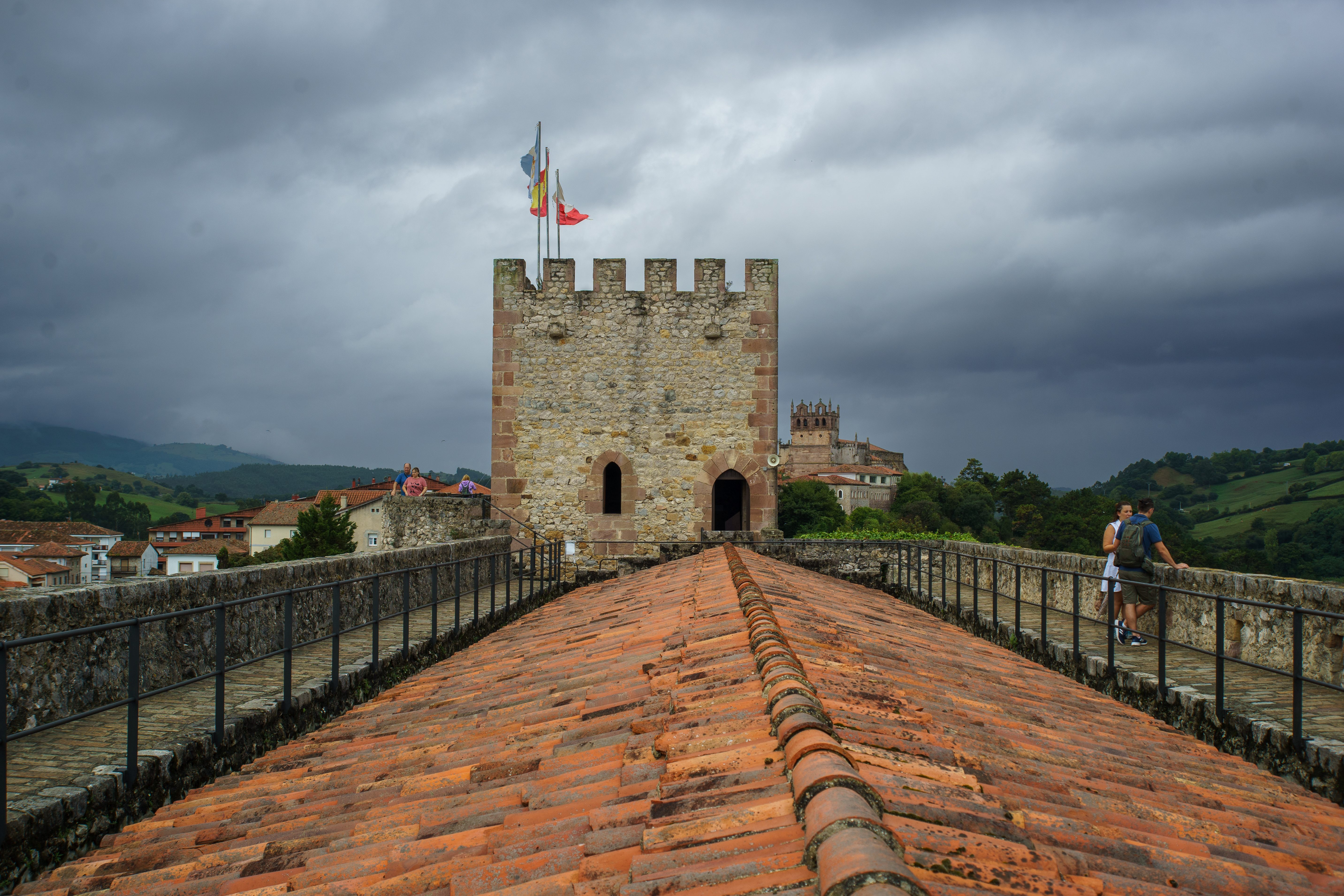
Azotea del castillo
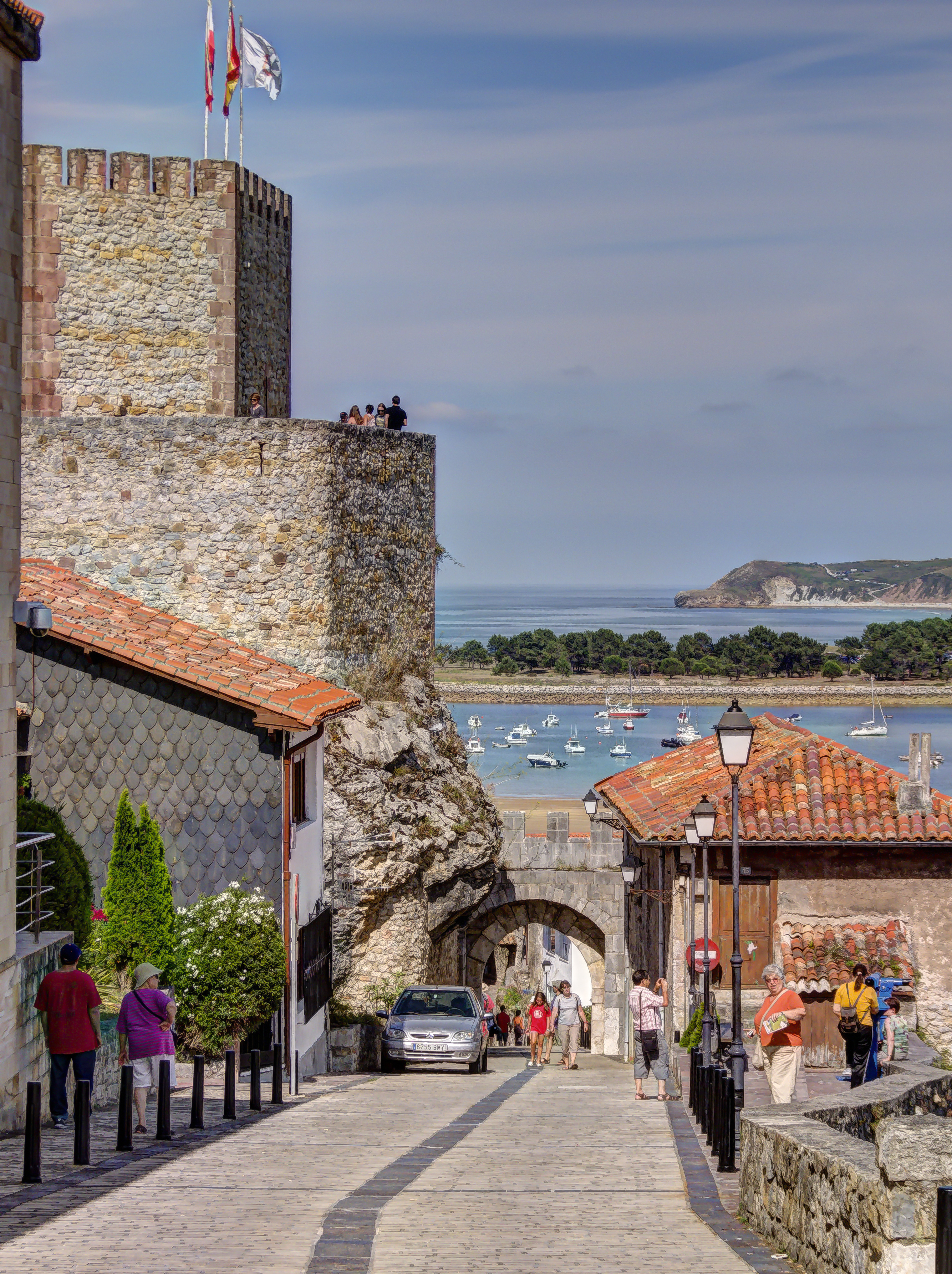
Calle adyacente
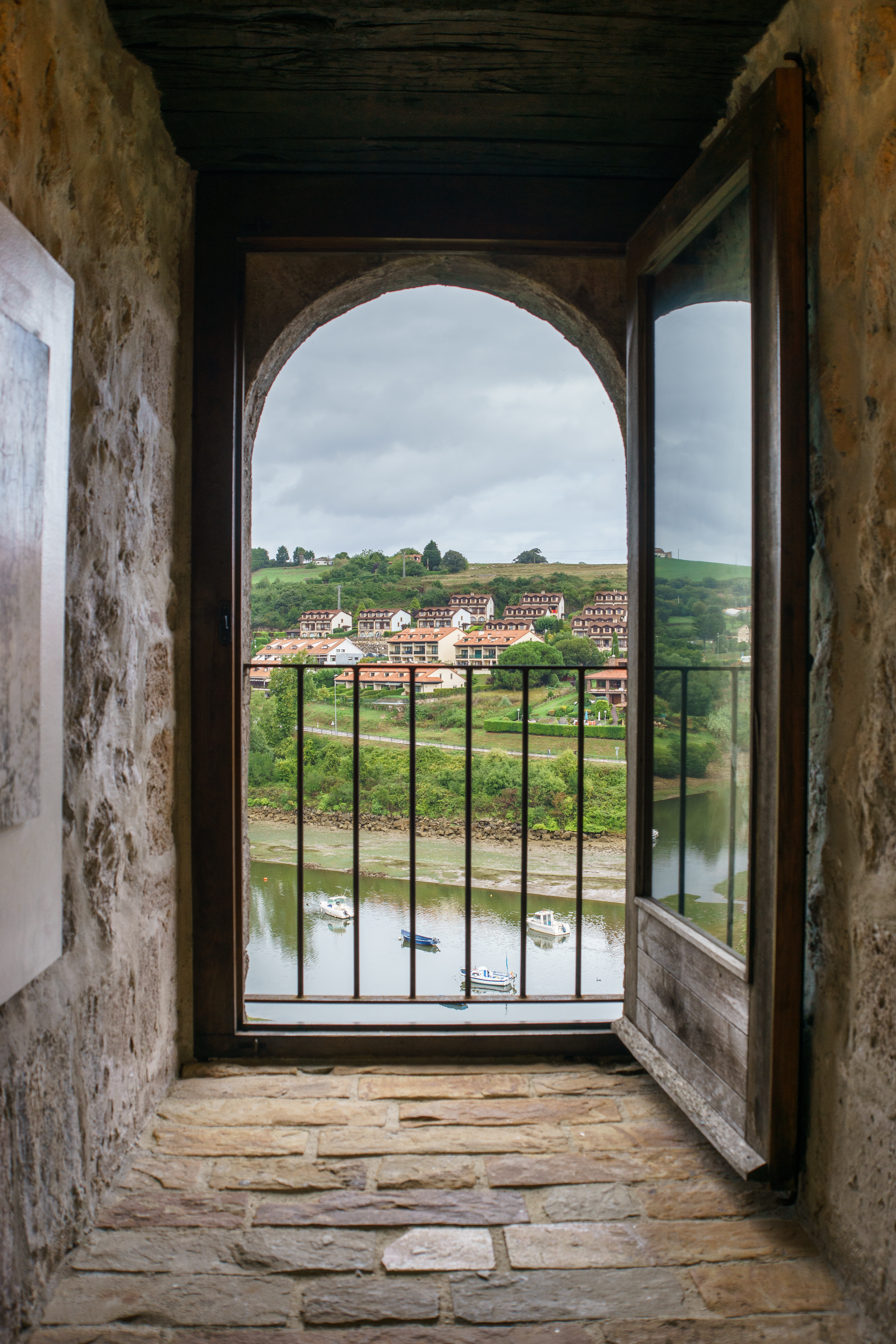
Ventana